# Атлистак (муниципалитет)
Атлистак (исп. Atlixtac) — муниципалитет в Мексике, штат Герреро, с административным центром в одноимённом городе. Численность населения, по данным переписи 2010 года, составила 26 341 человек.

## Общие сведения
Название Atlixtac с языка науатль можно перевести как: на белой воде.
Площадь муниципалитета равна 573 км², что составляет 0,9 % от площади штата. Он граничит с другими муниципалитетами Герреро: на севере с Ауакуоцинго, на северо-востоке с Куалаком и Тлапа-де-Комонфортом, на востоке с Копанатояком, на юго-востоке с Сапотитлан-Табласом, на юге с Акатепеком, на западе с Хосе-Хоакин-де-Эррерой и Чилапа-де-Альваресом.

## Учреждение и состав
Муниципалитет был образован в 1870 году, в его состав входят 96 населённых пунктов, самые крупные из которых:
| Код INEGI | Населённый пункт                                  | Численность населения (2005 год) | Численность населения (2010 год) |
| 010       | Всего                                             | 23 371                           | 26 341                           |
| 0001      | Атлистак (исп. Atlixtac) (административный центр) | 3053                             | 3352                             |
| 0039      | Тлатлаукитепек (исп. Tlatlauquitepec)             | 1810                             | 2188                             |
| 0046      | Сокитлан (исп. Zoquitlán)                         | 1262                             | 1485                             |
| 0060      | Уицапула-Северная (исп. Huitzapula Norte)         | 1219                             | 1297                             |
| 0009      | Кахитепек (исп. Caxitepec)                        | 1234                             | 1125                             |
| 0042      | Хальпицауак (исп. Xalpitzáhuac)                   | 862                              | 981                              |

## Экономическая деятельность
По статистическим данным 2000 года, работоспособное население занято по секторам экономики в следующих пропорциях: сельское хозяйство, скотоводство и рыбная ловля — 61,5 %, промышленность и строительство — 15,4 %, сфера обслуживания и туризма — 16,3 %.

## Инфраструктура
По статистическим данным 2010 года, инфраструктура развита следующим образом:
- электрификация: 88,5 %;
- водоснабжение: 65,4 %;
- водоотведение: 40,2 %.

## Туризм
Основные достопримечательности:
- церковь Святого Хуана Баутиста в муниципальном центре;
- археологические зоны севернее и южнее муниципального центра, относящиеся к культуре ольмеков.